# ميثيل أمين

ميثيل أمين هو مركب عضوي صيغتة CH3NH2. هذا الغاز عديم اللون هو مشتق من الأمونيا ، ولكن مع استبدال ذرة الهيدروجين بمجموعة الميثيل . إنه أبسط أمين أساسي . يباع كمحلول في الميثانول ، أو الإيثانول ، أو رباعي هيدروفيوران ، أو الماء ، أو كغاز لا مائي في الحاويات المعدنية المضغوطة. صناعيًا ، يتم نقل ميثيل أمين في شكله اللامائي في عربات السكك الحديدية ومقطورات الصهريج المضغوطة. له رائحة قوية مشابهة للأسماك. يستخدم الميثيل أمين ككتلة بناء لتركيب العديد من المركبات الأخرى المتاحة تجاريا.

## الإنتاج الصناعي
يتم تحضير الميثيل أمين تجاريا بواسطة تفاعل الأمونيا مع الميثانول في وجود محفز ألومينوسيليكات. يتم إنتاج ثنائي ميثيل أمين وثلاثي ميثيل أمين بشكل مشترك. تحدد حركية التفاعل ونسب المتفاعل نسبة المنتجات الثلاثة. المنتج الأكثر تفضيلاً من قبل حركية التفاعل هو ثلاثي ميثيل أمين.
CH3OH + NH3 → CH3NH2 + H2O
وبهذه الطريقة ، تم إنتاج ما يقدر بـ 115،000 طن في عام 2005.

## طرق مخبرية
تم تحضير الميثيل أمين لأول مرة في عام 1849 من قبل تشارلز أدولف وورتز عن طريق التحلل المائي لميثيل أيزوسيانات والمركبات ذات الصلة. مثال على هذه العملية يتضمن استخدام إعادة ترتيب هوفمان ، لإعطاء الميثيل أمين من اسيلامايد وغاز البروم 
```
. 
```

في المختبر ، يتم إعداد هيدروكلوريد الميثيل أمين بسهولة عن طريق وسائل أخرى مختلفة. تستلزم طريقة واحدة علاج الفورمالديهايد مع كلوريد الأمونيوم.
NH4Cl + H2CO → [CH2 = NH2] Cl + H2O
[CH2 = NH2] Cl + H2CO + H2O → [CH3NH3] Cl + HCO2H
يمكن تحويل ملح هيدروكلوريد عديم اللون إلى أمين عن طريق إضافة قاعدة قوية ، مثل هيدروكسيد الصوديوم (NaOH):
[CH3NH3] Cl + NaOH → CH3NH2 + NaCl + H2O
ينطوي أسلوب آخر على تقليل النيتروميتان مع الزنك وحمض الهيدروكلوريك. 
وهناك طريقة أخرى لإنتاج الميثيل أمين هي نزع الكربوكسيل التلقائي من الجليسين مع وجود قاعدة قوية في الماء.

## التفاعل والتطبيقات
الميثيل أمين هو نيوكليوفيل جيد. كأمين يعتبر قاعدة ضعيفة. استخدامه في الكيمياء العضوية منتشر. تتضمن بعض التفاعلات التي تتضمن كواشف بسيطة: مع الفوسجين إلى إيزوسيانات الميثيل ، مع ثاني كبريتيد الكربون وهيدروكسيد الصوديوم إلى ميثيل دايثوكرباميت الصوديوم ، مع الكلوروفورم والقاعدة إلى ميثيل أيزوسيانيد ومع أكسيد الإيثيلين إلى ميثيل إيثانول أمين. يحتوي ميثيل أمين السائل على خصائص مذيبة مماثلة لتلك الخاصة بالأمونيا السائلة.
وتشمل المواد الكيميائية ذات الأهمية التجارية الكبيرة والمنتجة من ميثيل أمين الأدوية المحتوية على الإيفيدرين والثيوفيللين ، ومبيدات الآفات الكاربوفيوران ، والكرباريل ، وميثام الصوديوم ، و بعض المذيبات . يتطلب تحضير بعض المواد الخافضة للتوتر السطحي ومطوري الصور الفوتوغرافية وجود ميثيل أمين ككتلة بناء.

## الكيمياء البيولوجية
ينشأ الميثيل أمين نتيجة للتعفن وهو مادة أساس لتكوُّن الميتان.
بالإضافة إلى ذلك ، يتم إنتاج ميثيل امين خلال ازالة مجموعة ميثل أرجينين المعتمدة على PADI4.

## السلامة
الجرعة المميتة على الفأر هي 2.5 غ / كغ 
```
. 
```

حددت إدارة السلامة والصحة المهنية (OSHA) والمعهد الوطني للسلامة والصحة المهنيتين (NIOSH) حدود التعرض المهني عند 10 جزء في المليون أو 12 ملغم / م 3 على مدار 8 ساعات مرجح زمني.

## ضبط
في الولايات المتحدة ، يتم التحكم في الميثيل أمين كمواد كيميائية من القائمة 1 من قبل إدارة مكافحة المخدرات  بسبب استخدامها في الإنتاج غير المشروع للميثامفيتامين.